# Strömungsverhältnisse
Als Strömungsverhältnisse bezeichnet man in der Hydrogeologie das Verhältnis von Wasserentnahme aus einem Brunnen und dem Zufluss von Grundwasser in den Brunnen.  Die Art der Strömungsverhältnisse ist zentral für die Planung von Pumpversuchen und ihre Auswertung.
Von stationären Strömungsverhältnissen spricht man, wenn der Grundwasserzufluss in den Brunnen genau der Wasserentnahme entspricht.  Sowohl der Wasserstand im Brunnen als auch der Grundwasserspiegel um den Brunnen sind dann zeitlich unveränderlich, Entnahme und Zufluss stehen im dynamischen Gleichgewicht. Man spricht dann auch von einem Beharrungszustand des Brunnenwasserspiegels. Aufgrund der zeitlichen Schwankungen des Grundwasserspiegels sind stationäre Strömungsverhältnisse streng genommen nicht realisierbar, man spricht daher auch von quasistationären Strömungsverhältnissen.
Von instationären Strömungsverhältnissen spricht man, wenn sich kein Gleichgewicht zwischen Wasserentnahme und Grundwasserzufluss eingestellt hat. Der Grundwasserspiegel um den Brunnen ist dann mit der Zeit veränderlich.